# Kanton Viry-Châtillon
Der Kanton Viry-Châtillon ist seit 1967 ein französischer Wahlkreis im Arrondissement Évry, im Département Essonne und in der Region Île-de-France; sein Hauptort ist Viry-Châtillon. Vertreter im Generalrat des Départements ist seit 2008 Paul da Silva (zunächst PS, dann PG).

## Gemeinden
Der Kanton besteht aus zwei Gemeinden mit insgesamt 57.612 Einwohnern (Stand: 1. Januar 2022) auf einer Gesamtfläche von 10,94 km²:
| Gemeinde              | Einwohner 1. Januar 2022 | Fläche km² | Dichte Einw./km² | Code INSEE | Postleitzahl |
| --------------------- | ------------------------ | ---------- | ---------------- | ---------- | ------------ |
| Grigny                | 26.500                   | 4,87       | 5.441            | 91286      | 91350        |
| Viry-Châtillon        | 31.112                   | 6,07       | 5.126            | 91687      | 91170        |
| Kanton Viry-Châtillon | 57.612                   | 10,94      | 5.266            | 9120       | –            |

Bis zur Neuordnung 2015 bestand der Kanton Viry-Châtillon nur aus der Gemeinde Viry-Châtillon. Sein Zuschnitt entsprach einer Fläche von 6,07 km2.

## Bevölkerungsentwicklung
| 1962   | 1968   | 1975   | 1982   | 1990   | 1999   | 2006   |
| ------ | ------ | ------ | ------ | ------ | ------ | ------ |
| 23.589 | 27.045 | 32.411 | 30.224 | 30.580 | 30.257 | 31.252 |